# Rebollar (Soria)
Rebollar es una localidad y también un municipio de la provincia de Soria, 
partido judicial de Soria, comunidad autónoma de Castilla y León, España. Pueblo de la comarca de El Valle y La Vega Cintora.
Desde el punto de vista jerárquico de la Iglesia católica forma parte de la diócesis de Osma la cual, a su vez, pertenece a la archidiócesis de Burgos.

## Geografía

Término municipal de Rebollar.

Esta pequeña población de la comarca de El Valle y La Vega Cintora está ubicada en el norte de la provincia, bañado por el río Tera, afluente del Duero y rodeado por las sierras de Montes Claros, Tabanera y Carcaña.

### Medio ambiente
En su término e incluidos en la Red Natura 2000 los siguientes lugares:
- Lugar de Interés Comunitario conocido como Riberas del Río Duero y afluentes, ocupando 19 hectáreas, el 2 % de su término.[2]
- Lugar de Interés Comunitario conocido como Sierras de Urbión y Cebollera ocupando 151 hectáreas, el 15% de su término.[3]
- Zona Especial Protección de Aves conocida como Sierra de Urbión ocupando 147 hectáreas, el 14% de su término.[4]

### Comunicaciones
Localidad situada 4 km al oeste de la carretera nacional N-111 de Soria a Logroño, con acceso por la autonómica SO-820 a través de la provincial SO-P-6113.

## Historia

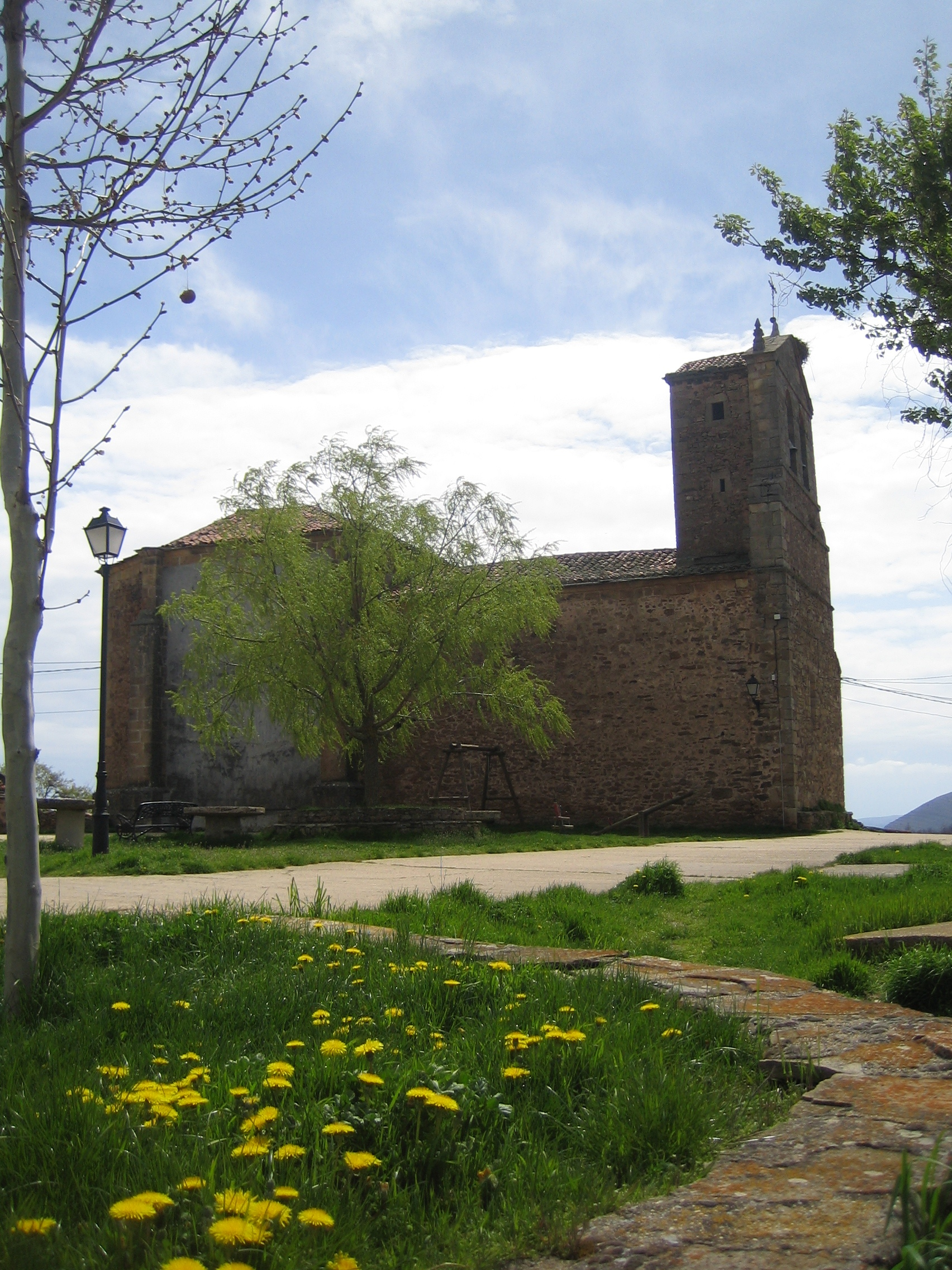
Iglesia

Lugar que durante la Edad Media perteneció a la Comunidad de Villa y Tierra de Soria formando parte del Sexmo de Tera.
El censo de Pecheros de 1528, en el que no se contaban eclesiásticos, hidalgos y nobles, registraba la existencia de 54 pecheros, es decir unidades familiares que pagaban impuestos. En el documento original, se incluyen en los datos los vecinos de Comparacoces. 
A la caída del Antiguo Régimen la localidad se constituye en municipio constitucional en la región de Castilla la Vieja, partido de Soria que en el censo de 1842 contaba con 51 hogares y 200 vecinos.
A mediados del siglo XIX crece el término del municipio porque incorpora a Espejo de Tera, localidad que posteriormente pasa a incorporarse al municipio de Almarza.

## Geografía humana

### Demografía
Cuenta con una población de 36 habitantes (INE 2024).
| Gráfica de evolución demográfica de Rebollar entre 1842 y 2021 |
| |
| Población de derecho según los censos de población del INE Población de hecho según los censos de población del INEEntre el censo de 1857 y el anterior, crece el término del municipio porque incorpora a 425039 (Espejo de Tera) |